# Scuola dei Marzeri
La Scuola della Madonna Assunta dei Marzeri abritait l’école de dévotion et de charité de l’art des merciers de la ville de Venise. Elle est située calle dei Segretari, 615 dans le sestiere de San Marco.

## L'art des marzeri
L'art des marzeri rassemblait non seulement les marchands, mais aussi de nombreuses autres confréries d'artisans. La schola, certainement l'une des plus riches de la ville, outre le droit de stationner sur la place Saint-Marc, jouissait également de privilèges similaires au marché de Chioggia et à la foire de Trévise.
L'art était divisé en de nombreux colonelli (branches) :
- marzeri de arte grossa : peaux, toiles du ponent et soie variée
- marzeri de arte fina : voiles et rubans
- stringheri : liens, lacets et correggie
- telaroli : morceaux d'étoffe de toile
- talgia verzini : bois pour teindre en rouge
- gucciadori : bas, chemises, gants, chaussures et autres travaux au tricot
- pirieri : entonnoirs et objets en fer-blanc
- latoneri : objets en cuivre et fer-blanc
- muschieri : parfums
- muschieri da polvere de Cipro : poussière de Chypre (parfum)
- marzeri de ferrarezza : quincaillerie et plomb
- marzeri de drappi e guarnizioni d'oro e d'argento: draps et garnitures d'or et d'argent
- marzeri de merci di Fiandra : marchandises de Flandres
- marzeri de calze e maglierie : bas et bonneteries
- marzeri de seda e romanete : zambellotti et boutons
- marcereti : vendeurs ambulants de mercerie
- chincaglieri : quincailliers
- occhialeri : lunettes
- liutieri : violons
- rologeri : (petites) horloges

Dans les statistiques de 1773 il y avait: 17 merciers de blanc et 15 magasins; 17 merciers de marchandises de Flandre et 15 magasins; 104 merciers de siège de romanette (zambellotti et boutons) avec 90 magasins; 28 merciers de gucchiere avec 15 magasins; 208 merciers de chincaglie avec 40 boutiques.